# Monroe Moccasins
Die Monroe Moccasins waren eine US-amerikanische Eishockeymannschaft aus Monroe, Louisiana. Das Team spielte von 1997 bis 2001 in der Western Professional Hockey League.

## Geschichte
Die Monroe Moccasins wurden 1997 als Franchise der Western Professional Hockey League gegründet. Ihre erste Spielzeit, die Saison 1997/98, schlossen sie auf dem sechsten und somit vorletzten Platz der WPHL East-Division ab. In der folgenden Spielzeit verbesserten sie sich auf den dritten Platz in ihrer Division und erreichten erstmals die Playoffs um den President’s Cup, in denen sie nach einem Sieg über die Arkansas GlacierCats in der zweiten Runde gegen den späteren Meister Shreveport Mudbugs in der Best-of-Three-Serie mit einem Sweep unterlagen. Ein Jahr spätere scheiterte Monroe bereits in der ersten Playoff-Runde an den Arkansas GlacierCats.
Als die WPHL im Anschluss an die Saison 2000/01 aufgelöst wurde, waren die Monroe Moccasins eines von nur vier Teams, welches nicht in die Central Hockey League wechselte, sondern stattdessen aufgelöst wurde. Hauptgrund für diesen Schritt war jedoch nicht das Ende der WPHL, sondern der stetig fallende Zuschauerschnitt und die damit verbundenen finanziellen Einbußen für die Besitzer des Franchises.

## Saisonstatistik
Abkürzungen: GP = Spiele, W = Siege, L = Niederlagen, T = Unentschieden, OTL = Niederlagen nach Overtime SOL = Niederlagen nach Shootout, Pts = Punkte, GF = Erzielte Tore, GA = Gegentore, PIM = Strafminuten
| Saison  | GP | W  | L  | T | OTL | SOL | Pts | GF  | GA  | Platz     | Playoffs                        |
| 1997/98 | 69 | 35 | 32 | — | 2   | —   | 72  | 225 | 223 | 6., WPHLE | Niederlage in der ersten Runde  |
| 1998/99 | 69 | 37 | 26 | — | 6   | —   | 80  | 252 | 248 | 3., WPHLE | Niederlage in der zweiten Runde |
| 1999/00 | 70 | 39 | 25 | — | 6   | —   | 84  | 240 | 211 | 3., WPHLE | Niederlage in der ersten Runde  |
| 2000/01 | 70 | 34 | 27 | — | 9   | —   | 77  | 220 | 241 | 5., East  | nicht qualifiziert              |

## Team-Rekorde

### Karriererekorde
Spiele: 277  Russ Parent
Tore: 98  Dorian Anneck
Assists: 166  Darren Dougan
Punkte: 256  Darren Dougan
Strafminuten: 528  Colby Van Tassel